# Карнаухово
Карнау́хово (рос. Карнаухово) — присілок у складі Кривошиїнського району Томської області, Росія. Входить до складу Іштанського сільського поселення.

## Населення
Населення — 105 осіб (2010; 122 у 2002).
Національний склад (станом на 2002 рік):
- росіяни — 99 %